# Martirano Lombardo
Martirano Lombardo (Marturànu Lombardu in calabrese) è un comune italiano di 933 abitanti della provincia di Catanzaro in Calabria.

## Geografia fisica

### Territorio
L'abitato di Martirano Lombardo è posto sulle pendici del Molinara, un monte del Reventino, in pendio, in prossimità della bassa Valle del Savuto. Il territorio, disabitato prima di allora, venne scelto nel 1905 per accogliere gli abitanti di Martirano, un vicino paese distrutto da un terremoto. La progettazione del nuovo centro abitato, opera degli ingegneri milanesi Mario Fiazza, Augusto Broggi e Cesare Nava, prevedeva l'attuazione di un razionale piano regolatore che minimizzasse il rischio sismico in un contesto urbano esteticamente gradevole.
L'abitato, disposto secondo linee simmetriche, è posto fra i 500 e i 600 metri di altezza: il municipio è posto a 520 metri, mentre la chiesa parrocchiale del "Sacro Cuore di Gesù" è posta all'altezza di 543 m s.l.m. Ogni abitazione civile, rinforzata da una ossatura in legno e da catene di ferro, è dotata di giardino ed è posta a distanza di sicurezza dalle abitazioni vicine.
Solo una piccolissima parte del territorio è pianeggiante. L'escursione altimetrica del territorio comunale è di ben 1.182 metri: da un'altezza minima 97 metri a quella massima di 1279 metri s.l.m. La gran parte del territorio comunale, collinare o montuosa, è ricoperta da boschi, e il centro abitato, per la presenza di numerosi giardini e di viali, si integra con l'ambiente naturale circostante.

### Clima
- Classificazione climatica: zona D, 1841 GR/G

## Storia
La storia di Martirano Lombardo è intimamente legata a quella di Martirano Antico, un'antica città, già sede vescovile. 
Il terremoto dell'8 settembre 1905 colpì duramente Martirano e determinò la morte di 17 persone e gravissimi danni alle abitazioni. Con l'aiuto di un Comitato milanese di soccorso, presieduto dal sindaco di Milano Ettore Ponti, vennero prospettati l'abbandono del vecchio centro abitato e la costruzione un nuovo centro urbano che avrebbe dovuto accogliere la popolazione superstite. La sede più idonea per il nuovo centro abitato fu identificata nella località "Piano delle Sorbe" e il 23 ottobre 1907, appena due anni dopo il disastroso terremoto di Martirano, venne inaugurato un Martirano Nuovo con abitazioni in grado di ospitare 206 famiglie, oltre ad un asilo infantile e a un piccolo ospedale finanziati dai cittadini di Busto Arsizio. Nel 1929 il comune assunse la denominazione di "Martirano Lombardo", in segno di riconoscenza per gli abitanti della Lombardia che così generosamente avevano curato la creazione del nuovo centro abitato.
Il cambio del nome e lo spostamento della sede comunale da Martirano Antico a Martirano Nuovo provocarono, nell'antico centro urbano, una rivolta popolare che culminò nell'incendio del municipio (17 novembre 1929). I dissidi con Martirano Antico furono risolti nel dopoguerra allorché, con Legge 13 dicembre 1956, n. 1438, Martirano Antico ridivenne comune autonomo assumendo il precedente nome di "Martirano".

### Simboli
Lo stemma e il gonfalone del comune di Martirano Lombardo sono stati concessi con decreto del presidente della Repubblica del 10 marzo 1978.
artigliata su due vette uscenti dalla punta; il tutto d'oro. 
Ornamenti esteriori da Comune.»
Il gonfalone municipale è un drappo di giallo.

## Monumenti e luoghi d'interesse
Importante innanzitutto è l'assetto urbanistico di Martirano Lombardo, esempio di località costruita secondo i criteri, estetici (Art Nouveau) e scientifici antisismici, ritenuti validi all'inizio del XX secolo. Il territorio, per la gran parte collinare o montuoso, è ricoperto da boschi. Il centro abitato si integra perfettamente con l'ambiente naturale circostante per il verde dei numerosi giardini e dei viali alberati, e per la ridottissima presenza di traffico automobilistico.
Per chi giunge a Martirano Lombardo, si suggerisce di visitare i seguenti luoghi:
- Il Viale dei Tigli: lungo circa 200 metri e si estende parallelo alla via Gaspare Colosimo. Offre frescura e refrigerio nelle calde giornate e da dove è possibile osservare il bimillenario paese di Martirano, duramente colpito dal terremoto del 1905, da cui la nascita di Martirano Lombardo. Inoltre dalle terrazze si ha panorama sulla valle del Savuto e tutta la catena del promontorio della Sila.
- Il Promontorio del Vetriolo: in dialetto del luogo detto "U' cuazzu du Vitriualu" da dove è possibile ammirare il Mar Tirreno; se fortunati, nelle giornate limpide si scrutano anche le isole Eolie con lo Stromboli. Nei mesi primaverili si può anche sentire il profumo delle ginestre, arbusti tipici della macchia mediterranea. Inoltre si ha una veduta del sottostante paese di San Mango d'Aquino.
- Campo Bombarda: sito presso il Monte Mancuso, al di sopra della frazione di Pietrebianche, dove si possono effettuare lunghe passeggiate immersi nella natura o di usufruire delle strutture per effettuare grigliate.

## Società

### Evoluzione demografica
Abitanti censiti

## Geografia antropica

### Rioni (rughe) di Martirano Lombardo
In questa sezione si possono leggere i nomi dei rioni, in dialetto locale detti "Rughe", partendo dalla parte alta del paese (SUD-EST) fino quella bassa (NORD-OVEST), con prima la denominazione locale e poi quella tradotta:
- A Nucidda (Nocella) sito nella zona dei punti cardinali EST-SUDEST del paese sul colle Molinara.
- E Popolari (Le Popolari) sito nella zona EST dello stesso, in via Piano del Vento.
- U Cuazzu (Il Promontorio) sito tra la strada provinciale e la parte alta di via S. Quiricio.
- E Cooperative (Le Cooperative) sito nella zona alta del paese, tra la strada provinciale 73 e la via J.F. Kennedy.
- A Mmaculata (L'Immacolata) presso il Vallone sito nella zona a SUD del paese.
- U Spriopriatu (L'espropriato) è la zona medio-alta del paese, tra la via J.F. Kennedy e via Brescia, appena sopra via G. Colosimo.
- I Tigli (I Tigli) si trova nella zona media del paese, praticamente e la zona del viale parallelo a via G. Colosimo.
- A Cruce o A Curva (La Croce o la Curva) sito sulla parte NORD del paese, sulla SP93 che da questo punto viene denominata via G. Colosimo.
- U Girune (Il Girone) sito sulla congiunzione di via Gaspare Colosimo e via Roma, sempre facente parte della SP93.
- U Vaddune (Il Vallone) sito presso via Treviglio scendendo verso via Fiume e attraversato da via R. Provenzano.
- A Gilli (La G.I.L) dove oggi si trova la casa comunale (p.zza Giovanni XXIII), ma che nel periodo del Ventennio si trovava la sede della Gioventù italiana del littorio da cui deriva il nome e successivamente le scuole del paese.
- A Cchiazza (La Piazza) sito nella zona media del paese, presso la Piazza (vedi Piazza Matteotti).
- U Carvariu o U Campu (Il Calvario o Il Campo) sito nei pressi del campo sportivo.
- A "Cava a Petra" (trad. La Cava della Pietra) - La cava dalla quale sono state estratte le pietre per la costruzione del paese. Attualmente area utilizzata come campo sportivo.
- A Valeria o A lavéria (La Valeria o Il Lavatoio) sito nella zona medio-bassa del paese alla congiunzione di Via F. Berardelli (ulteriore denominazione della SP93) e via Fiume.
- A casa vrusciata (La casa bruciata) sito nella zona bassa del paese tra via Fiume e la parte NORDOVEST e terminale di via Trieste.
- I cachiatti (La cloaca) sito nella zona bassa del paese, presso via Trieste e dove un tempo si trovava l'uscita fognaria del paese oggi eliminata..

## Infrastrutture e trasporti
Il paese è collegato alle località più vicine (Martirano, Lamezia Terme, San Mango d'Aquino) soltanto per mezzo di strade provinciali.
Catanzaro, il capoluogo di regione e di provincia, è raggiungibile attraverso la strada statale 280 dei Due Mari a cui si giunge per mezzo della strada provinciale 73 che collega Martirano Lombardo a Lamezia Terme.

## Sport
La squadra di calcio cittadina è l'A.S.D. Martirano Lombardo rifondata, dopo molti anni di assenza, nel 2010. Dopo quattro anni di militanza nel campionato di terza categoria nel girone della provincia di Catanzaro, nella stagione 2013/14 è promossa, come prima classificata, nella seconda categoria Catanzarese.

## Televisione
Il 25 febbraio 2016 l'A.S.D Martirano Lombardo partecipa nello show televisivo Squadre da Incubo dove a Gianluca Vialli e Lorenzo Amoruso viene affidato il compito di rialzare moralmente e tecnicamente la squadra.